# 지현동
지현동(芝峴洞)은 대한민국 충청북도 충주시에 위치한 동이다. 충주시 내의 동 지역 중에 발전이 더딘 탓에 대표적으로 낙후된 곳이다.

## 개요
지현동은 충주천과 사직산 사이, 충주시의 심장부에 위치하여 동쪽으로는 성내충인동과 용산동, 남서쪽으로는 호암동, 북서쪽으로는 문화동과 인접해 있는 전형적인 주거 지역이다. 1969년 지곡동과 빙현동을 통합하여 지금까지 지현동으로 불리고 있다. 고려시대의 귀중한 문화재인 보물 제98호 대원사 철불좌상이 위치해 있고, 충주의 대표적 명품 특산품인 충주사과를 최초로 재배한 곳으로 《충주사과유래비》를 건립하여 보전하고 있다.

## 행정 구역
- 지현동